# Stora Sundaöarna
Stora Sundaöarna betecknar de större öarna i Malajiska arkipelagen i Sydostasien: Sumatra, Java, Borneo, och Sulawesi (Celebes). Borneo är delat mellan Malaysia, Indonesien, och Brunei, de övriga tillhör helt och hållet Indonesien.